# Tyrinthia turuna
Tyrinthia turuna är en skalbaggsart som beskrevs av Martins och Maria Helena M. Galileo 1993. Tyrinthia turuna ingår i släktet Tyrinthia och familjen långhorningar. Inga underarter finns listade i Catalogue of Life.